# Programación genérica
La programación genérica es un tipo de programación que está mucho más centrada en los algoritmos que en los datos. La idea de esta forma de programar pretende generalizar las funciones utilizadas para que puedan usarse en más de una ocasión.
Esto se consigue parametrizando lo máximo posible el desarrollo del programa y expresados o devueltos de la forma más simple posible, evitando detalles concretos.
La biblioteca de funciones conseguida con esta manera de programa permite que esas funciones puedan servir para más programas de los que, otras más concretas, podrían ser útiles; y también aplicando pocos cambios, conseguir que realice diferentes acciones.